# Saint-Hippolyte-du-Fort
Saint-Hippolyte-du-Fort (okzitanisch: Sant Ipolit del Fòrt) ist eine französische Gemeinde mit 3739 Einwohnern (Stand: 1. Januar 2022) im Département Gard in der Region Okzitanien; sie gehört zum Arrondissement Le Vigan und zum Kanton Le Vigan.

## Geographie
Saint-Hippolyte-du-Fort liegt in den Cevennen am Fluss Vidourle, in den hier die Argentesse mündet. Umgeben wird Saint-Hippolyte-du-Fort von den Nachbargemeinden Cros im Norden, Monoblet im Norden und Nordosten, Conqueyrac im Osten und Südosten, Pompignan im Süden, Montoulieu im Südwesten sowie La Cadière-et-Cambo im Westen und Nordwesten.
Durch die Gemeinde führen die frühere Route nationale 99 und 582.

## Bevölkerungsentwicklung
| Jahr      | 1962 | 1968 | 1975 | 1982 | 1990 | 1999 | 2006 | 2017 |
| Einwohner | 3325 | 3547 | 3461 | 3400 | 3515 | 3391 | 3650 | 3939 |

## Geschichte
Im Zweiten Weltkrieg war der Ort vorübergehend Hauptquartier der 9. SS-Panzer-Division „Hohenstaufen“. Beim Rückzug der deutschen Truppen aus dem Süden Frankreichs kam es am 25. August 1944 zu schweren Angriffen auf die Marschkolonnen durch die Résistance. Auf deutscher Seite gab es erhebliche Materialverluste und 400–500 Tote, auf französischer Seite sind u. a. zwei Personen aus dem Ort ums Leben gekommen, denen ein Gedenkstein gewidmet ist.

## Sehenswürdigkeiten
- Dolmen von Rascassols, Megalithanlage aus der Jungsteinzeit bzw. frühen Bronzezeit, seit 1990 Monument historique
- Kirche Saint-Hippolyte, Ende des 17. Jahrhunderts
- Protestantische Kirche, im neoklassizistischen Stil errichtet
- Belfried
- Saint-Jean-Turm und Rest der Befestigungsanlage aus dem 17. Jahrhundert (1688 von François Ferry erbaut)
- Kasernen aus dem Jahre 1885
- Haus Dugas mit dem Nachlass der evangelisch-reformierten Kirche

## Persönlichkeiten
- Félix Bonfils (1831–1885), Fotograf in Beirut
- Alphonse Combes (1854–1907), Chemiker
- Ulysse Pastre (1864–1930), Politiker und Lehrer